# Полоз великий
Полоз великий (Dolichophis jugularis) — неотруйна змія з роду Полоз-доліхофіс родини Вужеві. Має 3 підвиди. Це одна з найбільших змій Європи.

## Опис
Загальна довжина коливається від 1,5 до 2,5 м. Голова помірного розміру з великими очима. Тулуб кремезний, потужний, довгий з гладенькою лускою. Забарвлення коричневе, чорне з жовтуватим відтінком. У дорослих є слабко виражені лінії уздовж спини, хоча їх буває важко помітити. У молодих на спині є короткі поперечні смуги, що дуже полегшує її визначення.

## Спосіб життя
Полюбляє сухі відкриті місцини, схили пагорбів, поля. Зустрічається на висоті до 2000 м над рівнем моря. Харчується ящірками та дрібними ссавцями.
Це яйцекладна змія. Самиця відкладає від 5 до 15 яєць.

## Розповсюдження
Мешкає у Болгарії, Албанії, Румунії, Угорщині, Македонії, на островах Егейського моря, у Сирії, Ізраїлі, Іраку, Лівані, Ірану, Кувейті, Йорданії.

## Підвиди
- Dolichophis jugularis asianus
- Dolichophis jugularis jugularis
- Dolichophis jugularis cypriacus